# آبشار ایگواسو
آبشار ایگواسو (به پرتغالی: Cataratas do Iguazú با تلفظ [kataˈɾataz ðel iɣwaˈsu]) یا آبشار ایگوازو، آبشاری نعلی‌شکل به‌طول ۲٬۷ کیلومتر واقع در رود ایگواسو در مرز آرژانتین با برزیل است. نام این آبشار همچون نام رود ایگواسو برگرفته از واژه‌ای گوارانی (Chororo Yguasu با تلفظ [ɕoɾoɾo ɨɣʷasu]) به معنای «آب بزرگ» است.

## مشخصات
آبشار ایگواسو که در سال ۱۵۴۱ توسط آلوار نونز کابزا د واکا، کاشف و جهانگرد اسپانیایی کشف گردید، دارای دو قسمت عمده است که هرکدامشان از صدها آبشار درست شده و جزیره‌هایی صخره‌ای و پوشیده از درخت آنها را در لبهٔ ریزشگاه ایگواسو از یکدیگر جدا می‌سازد. در مجموع ۲۷۵ آبشار که ارتفاعشان بین ۳۰ تا ۴۰ و ۶۰ تا ۸۲ متر متغیر است آبشار ایگواسو را تشکیل می‌دهند. همچنین این آبشار با گسترهٔ ۲٬۷ کیلومتری خود ۳ برابر آبشار نیاگارا در آمریکای شمالی وسعت داشته و از آبشار ویکتوریا در آفریقا نیز به‌طور قابل توجهی بزرگتر است.
حجم جریان آب آبشار ایگواسو در طی فصول بارانی از ماه نوامبر تا مارس (آبان تا فروردین) به حداکثر ۱۲/۷۵۰ متر مکعب بر ثانیه می‌رسد و در طی فصول خشک از اوت تا اکتبر (مرداد تا مهر)، این میزان کاهش یافته و به حداقل خود می‌رسد. در مجموع، میانگین جریان سالیانهٔ این آبشار در حدود ۱/۷۵۶ متر مکعب بر ثانیه است.

## پارک‌های ملی
هر دو کشور آرژانتین و برزیل در دو سوی آبشار ایگواسو دارای پارک‌هایی ملی هستند که از این دو پارک، پارک ملی ایگواسو (۱۹۳۹) در برزیل و پارک ملی ایواسو (۱۹۳۴) در آرژانتین قرار دارد. محیط اطراف این آبشار منظره‌ای زیبا را به‌وجود آورده‌است که شامل انواع بگونیا، ارکیده، پرندگانی با پرهای رنگی درخشان و هزاران پروانه است و این دو پارک نیز به منظور حفاظت از پوشش گیاهی، حیات وحش و مناظر زیبای منطقه ایجاد شده‌اند. پارک ملی متعلق به آرژانتین در سال ۱۹۸۴و پارک ملی متعلق به برزیل در ۱۹۸۶ در فهرست میراث جهانی یونسکو قرار گرفت.

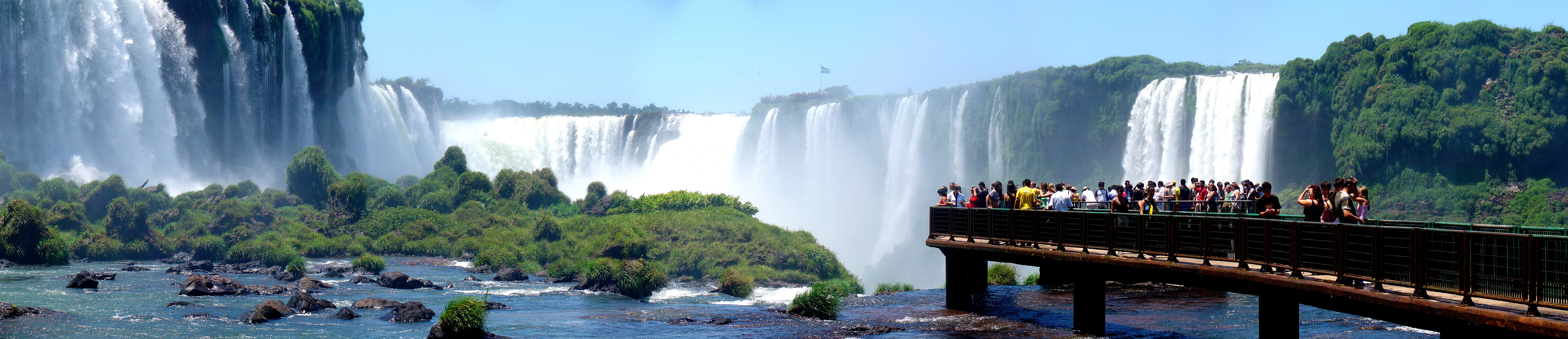
آبشار ایگواسو